# Doratulina viridicans
Doratulina viridicans är en insektsart som beskrevs av William Lucas Distant 1918. Doratulina viridicans ingår i släktet Doratulina och familjen dvärgstritar. Inga underarter finns listade i Catalogue of Life.